# Longford Town
Longford Town is een Ierse voetbalclub uit Longford.
De club werd in 1924 opgericht en in 1984 toegelaten tot de 1ste klasse. In 2003 en 2004 won de club de Ierse beker. Na een laatste plaats in 2007 degradeerde de club uit de hoogste klasse. In 2014 promoveerde de club weer terug.

## Erelijst
- FAI Cup

Winnaar: 2003, 2004
Finalist: 2001
- FAI League Cup

2004
- First Division

2014

## Overzichtslijsten

### Eindklasseringen vanaf 1985
| 16 |

| 3 |

| 10 |

| 7 |

| 8 |

| 8 |

| 9 |

| 10 |

| 5 |

| 5 |

| 7 |

| 9 |

| 7 |

| 10 |

| 4 |

| 2 |

| 8 |

| 9 |

| 5 |

| 4 |

| 6 |

| 5 |

| 8 |

| 12 |

| 8 |

| 9 |

| 9 |

| 6 |

| 3 |

| 2 |

| 1 |

| 6 |

| 12 |

| 5 |

| 5 |

| 3 |

| 4 |

| 10 |

| 4 |

| 8 |

| 9 |

| Premier Division | First Division |

Tot 1985 werd voor het 1 niveau de naam League of Ireland gehanteerd en voor het 2e niveau League of Ireland B Division.

### Seizoensresultaten vanaf 2000
| Seizoen | Competitie       | Niveau | Eindstand | FAI Cup      | Opmerking                                                                                        |
| ------- | ---------------- | ------ | --------- | ------------ | ------------------------------------------------------------------------------------------------ |
| 1999/00 | First Division   | II     | 2         | 3e ronde     | Ligatopscorer ex aequo: Keith O'Connor (17)                                                      |
| 2000/01 | Premier Division | I      | 8         | Finale       | < Bohemians FC: 0-1                                                                              |
| 2001/02 | Premier Division | I      | 9         | 2e ronde     | pd-wedstrijden > Finn Harps FC: 1-0/2-3 (6-5 n.s.)                                               |
| 2002/03 | Premier Division | I      | 5         |              | 1½ speelronde i.v.m. overgang naar kalenderjaarseizoen                                           |
| 2003    | Premier Division | I      | 4         | Winnaar      | < St. Patrick's Athletic FC: 2-0; Finalist League Cup > St. Patrick's Athletic FC: 0-1           |
| 2004    | Premier Division | I      | 6         | Winnaar      | < Waterford United FC: 2-1; Winnaar League Cup > Bohemians FC: 2-1                               |
| 2005    | Premier Division | I      | 5         | 8e finale    |                                                                                                  |
| 2006    | Premier Division | I      | 8         | kwartfinale  |                                                                                                  |
| 2007    | Premier Division | I      | 12        | Finale       | < Cork City FC: 0-1; Ligatopscorer: David Mooney (19)                                            |
| 2008    | First Division   | II     | 8         | 3e ronde     | Ligatopscorer ex aequo: David Mooney (15)                                                        |
| 2009    | First Division   | II     | 9         | kwartfinale  |                                                                                                  |
| 2010    | First Division   | II     | 9         | 8e finale    |                                                                                                  |
| 2011    | First Division   | II     | 6         | 8e finale    |                                                                                                  |
| 2012    | First Division   | II     | 3         | 2e ronde     | promotie play-off > Waterford United FC: 0-2/1-1                                                 |
| 2013    | First Division   | II     | 2         | 3e ronde     | pd-wedstrijden > Bray Wanderers AFC: 2-2/2-3; Ligatopscorer: David O'Sullivan (21)               |
| 2014    | First Division   | II     | 1         | 3e ronde     | Ligatopscorer: David O'Sullivan (21)                                                             |
| 2015    | Premier Division | I      | 6         | halve finale |                                                                                                  |
| 2016    | Premier Division | I      | 12        | 8e finale    |                                                                                                  |
| 2017    | First Division   | II     | 5         | kwartfinale  |                                                                                                  |
| 2018    | First Division   | II     | 5         | kwartfinale  |                                                                                                  |
| 2019    | First Division   | II     | 3         | 8e finale    | 1e ronde promotie play-off > Cabinteely FC: 0-0/1-1                                              |
| 2020    | First Division   | II     | 4         | 1e ronde     | competitie na 18 wedstrijden afgebroken i.v.m. coronapandemie; pd-wedstrijd > Shelbourne FC: 1-0 |
| 2021    | Premier Division | I      | 10        | 8e finale    |                                                                                                  |
| 2022    | First Division   | II     | 4         | 1e ronde     | 1e ronde promotie play-off > Galway United FC: 2-2/0-3                                           |
| 2023    | First Division   | II     | 8         | 1e ronde     |                                                                                                  |
| 2024    | First Division   | II     | 9         | 2e ronde     |                                                                                                  |
| 2025    | First Division   | II     | .         |              |                                                                                                  |

### Longford Town in Europa
#Q = #kwalificatieronde, T/U = Thuis/Uit, W = Wedstrijd, PUC = punten UEFA coëfficiënten .
Uitslagen vanuit gezichtspunt Longford Town 
| Seizoen                                                    | Competitie | Ronde | Land                   | Club                | Totaalscore | 1e W    | 2e W    | PUC |
| ---------------------------------------------------------- | ---------- | ----- | ---------------------- | ------------------- | ----------- | ------- | ------- | --- |
| 2001/02                                                    | UEFA Cup   | Q     | Vlag van Bulgarije     | Litex Lovetsj       | 1-3         | 1-1 (T) | 0-2 (U) | 0.5 |
| 2004/05                                                    | UEFA Cup   | 1Q    | Vlag van Liechtenstein | FC Vaduz            | 2-4         | 0-1 (U) | 2-3 (T) | 0.0 |
| 2005/06                                                    | UEFA Cup   | 1Q    | Vlag van Wales         | Carmarthen Town AFC | 3-5         | 2-0 (T) | 1-5 (U) | 1.0 |
| Totaal aantal behaalde punten voor UEFA coëfficiënten: 1.5 |            |       |                        |                     |             |         |         |     |

Zie ook
- Deelnemers UEFA-toernooien Ierland
- Ranglijst van alle clubs die in de diverse Europa Cups zijn uitgekomen